# 1a cerimònia dels Lumières
La 1a cerimònia dels Lumières de la Premsa Internacional, aleshores anomenada Lumières de París, va tenir lloc el 29 de gener de 1996. Va ser presentat per Frédéric Mitterrand i va tenir lloc als salons de l'Ajuntament de París. presidida per Isabella Rossellini i fou emesa per Paris Première.

## Palmarès
- Milor pel·lícula :
  - La Haine de Mathieu Kassovitz
- Millor director :
  - Mathieu Kassovitz per La Haine
- Millor actriu :
  - Isabelle Huppert pel paper de Jeanne a La Cérémonie
- Millor actor :
  - Michel Serrault pel paper de Pierre Arnaud a Nelly et Monsieur Arnaud
- Millor guió :
  - Gazon maudit – Josiane Balasko i Patrick Aubrée
- Millor pel·lícula estrangera :
  - Underground d'Emir Kusturica
- Premis d’honor:[1]
  - Catherine Deneuve
  - Charlotte Rampling